# Une chanson qui te ressemblerait

Une chanson qui te ressemblerait est le titre d'une chanson écrite, composée et interprétée par William Sheller en 1976 sur l'album Dans un vieux rock'n'roll. Avec cette chanson, Sheller rend un hommage pudique à ses enfants.
Elle est publiée en 45 tours en troisième et dernier extrait de l'album dont plus de 16 200 exemplaires sont vendus du 14 février au 6 mars 1977.

## Classement
| Classement (1977) | Meilleure place |
| ----------------- | --------------- |
| France (SNEP)     | 40              |